# Campeonato Paraguayo de Fútbol 1997
El Campeonato Paraguayo de Fútbol 1997 de la Primera División de Paraguay fue un torneo organizado por la Asociación Paraguaya de Fútbol, que se disputó entre los meses de febrero y diciembre de aquel año, con la participación de trece clubes. Este estuvo compuesto por dos etapas: el Apertura ganado por el Club Cerro Porteño y el Clausura ganado por el Club Olimpia. Finalmente, Olimpia se consagró campeón por 35ª vez en su historia al derrotar en la finalísima a Cerro Porteño.

## Relevo anual de clubes
| Ascendido a Primera División                     |
| ------------------------------------------------ |
| Club Cerro Corá (Campeón de División Intermedia) |

| Descendidos a Segunda División                                  |
| --------------------------------------------------------------- |
| Deportivo Humaitá F.B.C. (Peor puntaje en la tabla acumulativa) |

## Equipos participantes
| Equipo               | Ciudad              | Estadio              | Capacidad |
| -------------------- | ------------------- | -------------------- | --------- |
| Cerro Corá           | Asunción            | Andrés Rodríguez     | 6.000     |
| Cerro Porteño        | Asunción            | General Pablo Rojas  | 32.910    |
| Atlético Colegiales  | Asunción            | Luciano Zacarías     | 15.000    |
| Guaraní              | Asunción            | Rogelio Livieres     | 6.000     |
| Atlético Tembetary   | Ypané / Asunción    | Estadio Ypané        | 4.500     |
| Libertad             | Asunción            | Dr. Nicolás Leoz     | 10.000    |
| Nacional             | Asunción            | Arsenio Erico        | 4.000     |
| Olimpia              | Asunción            | Manuel Ferreira      | 15.000    |
| Presidente Hayes     | Asunción            | Kiko Reyes           | 5.000     |
| Sport Colombia       | Fernando de la Mora | Alfonso Colmán       | 7.000     |
| Sportivo Luqueño     | Luque               | Feliciano Cáceres    | 25.000    |
| Sportivo San Lorenzo | San Lorenzo         | Ciudad Universitaria | 3.000     |
| Sol de América       | Villa Elisa         | Luis Alfonso Giagni  | 5.000     |

## Torneo Apertura 1997
Se disputó entre febrero y junio de 1997. Este certamen constó de dos fases: la primera consistente en una rueda de 12 jornadas todos contra todos (que en caso de empate, se decidían en tandas de penales, recibiendo el ganador 2 puntos y el perdedor 1), y la segunda consistente en una fase de grupos, semifinal y final. Resultó ganador el Club Cerro Porteño.

### Primera fase

#### Clasificación
| Pos. | Equipos          | PJ | PG | PEG | PEP | PP | GF | GC | Dif. | Pts. |
| ---- | ---------------- | -- | -- | --- | --- | -- | -- | -- | ---- | ---- |
| 1.   | Olimpia          | 12 | 7  | 4   | 0   | 1  | 22 | 7  | 15   | 29   |
| 2.   | Cerro Porteño    | 12 | 7  | 1   | 0   | 4  | 23 | 15 | 8    | 23   |
| 3.   | Sol de América   | 12 | 6  | 0   | 2   | 4  | 11 | 8  | 3    | 20   |
| 4.   | Libertad         | 12 | 5  | 0   | 5   | 2  | 17 | 13 | 4    | 20   |
| 5.   | San Lorenzo      | 12 | 5  | 1   | 2   | 4  | 15 | 17 | -2   | 19   |
| 6.   | Guaraní          | 12 | 5  | 1   | 2   | 4  | 18 | 15 | 3    | 19   |
| 7.   | Presidente Hayes | 12 | 4  | 3   | 0   | 5  | 13 | 17 | -4   | 18   |
| 8.   | Sportivo Luqueño | 12 | 5  | 0   | 1   | 6  | 15 | 22 | -7   | 16   |
| 9.   | Nacional         | 12 | 3  | 2   | 3   | 4  | 16 | 21 | -5   | 16   |
| 10.  | Sport Colombia   | 12 | 2  | 3   | 3   | 4  | 17 | 15 | 2    | 15   |
| 11.  | Tembetary        | 12 | 4  | 1   | 1   | 6  | 14 | 16 | -2   | 15   |
| 12.  | Colegiales       | 12 | 3  | 2   | 0   | 7  | 9  | 15 | -6   | 13   |
| 13.  | Cerro Corá       | 12 | 2  | 2   | 1   | 7  | 15 | 24 | -9   | 11   |

 Pos=Posición; PJ=Partidos jugados; PG=Partidos ganados; PEG=Partidos empatados y ganados en penales; PEP=Partidos empatados y perdidos en penales; PP=Partidos perdidos; GF=Goles a favor; GC=Goles en contra; Dif=Diferencia de gol; Pts=Puntos
1. 1 2  Sol de América y Libertad empataron en la tercera posición al terminar la primera fase, por lo que jugaron un partido de desempate para determinar el tercer puesto (y la bonificación); y ganó Sol.
2. 1 2  San Lorenzo y Guaraní empataron en la quinta posición al terminar la primera fase, por lo que jugaron un partido de desempate para determinar el quinto puesto; y ganó San Lorenzo.
3. 1 2  Sportivo Luqueño y Nacional empataron en la octava posición al terminar la primera fase, poor lo que jugaron un desempate para determinar el octavo puesto (determinando quién pasaría a la siguiente fase); y ganó Sportivo Luqueño 2:0.

|  |                                                   |
|  | Clasificado a la Segunda fase del Torneo Apertura |

### Segunda fase
Los 8 equipos mejor ubicados al final de la primera fase clasificaban a la Segunda fase, que consistía en una fase de dos grupos de cuatro o liguilla, en las que se disputaron tres fechas (todos contra todos).
A excepción de dos (el séptimo y el octavo), los demás contendientes fueron beneficiados con puntos de bonificación, conforme a la posición en la que finalizaron la anterior instancia. Obtuvieron extras 3 puntos, 2.5, 2, 1.5, 1 y 0.5 el primer, segundo, tercer, cuarto, quinto y sexto, respectivamente.
Los dos mejores de cada grupo avanzaban a las semifinales que consistían en partidos de ida y vuelta. El ganador de las finales (dos partidos) fue coronado campeón del Torneo Apertura 1997.
Resultó ganador el Cerro Porteño.

#### Fase de grupos

##### Grupo A
| Pos. | Equipos          | PJ | PG | PEG | PEP | PP | GF | GC | Dif. | Bon. | Pts. |
| ---- | ---------------- | -- | -- | --- | --- | -- | -- | -- | ---- | ---- | ---- |
| 1.   | Olimpia          | 3  | 2  | 0   | 0   | 1  | 5  | 2  | 3    | 3    | 9    |
| 2.   | Sportivo Luqueño | 3  | 2  | 0   | 0   | 1  | 7  | 5  | 2    | 0    | 6    |
| 3.   | Libertad         | 3  | 1  | 0   | 0   | 2  | 5  | 9  | -4   | 1.5  | 4.5  |
| 4.   | Guaraní          | 3  | 1  | 0   | 0   | 2  | 2  | 3  | -1   | 0.5  | 3.5  |

|          | Partido |                  |
| -------- | ------- | ---------------- |
| Libertad | 1:3     | Olimpia          |
| Guaraní  | 1:0     | Sportivo Luqueño |
| Libertad | 3:5     | Sportivo Luqueño |
| Olimpia  | 1:0     | Guaraní          |
| Libertad | 2:1     | Guaraní          |
| Olimpia  | 1:2     | Sportivo Luqueño |

##### Grupo B
| Pos. | Equipos          | PJ | PG | PEG | PEP | PP | GF | GC | Dif. | Bon. | Pts. |
| ---- | ---------------- | -- | -- | --- | --- | -- | -- | -- | ---- | ---- | ---- |
| 1.   | Cerro Porteño    | 3  | 2  | 1   | 0   | 0  | 7  | 4  | 3    | 2.5  | 10.5 |
| 2.   | Sol de América   | 3  | 1  | 1   | 0   | 1  | 4  | 4  | 0    | 2    | 7    |
| 3.   | San Lorenzo      | 3  | 1  | 0   | 1   | 1  | 4  | 4  | 0    | 1    | 5    |
| 4.   | Presidente Hayes | 3  | 0  | 0   | 1   | 2  | 1  | 3  | -2   | 0    | 1    |

|                | Partido   |                |
| -------------- | --------- | -------------- |
| Pdte. Hayes    | 1(3):1(4) | Cerro Porteño  |
| San Lorenzo    | 1(5):1(6) | Sol de América |
| Sol de América | 1:0       | Pdte. Hayes    |
| Cerro Porteño  | 3:1       | San Lorenzo    |
| Pdte. Hayes    | 0:2       | San Lorenzo    |
| Cerro Porteño  | 3:2       | Sol de América |

#### Fase Final
|  | Semifinales      | Semifinales      | Semifinales    |                |               | Final         | Final | Final |  |
|  |                  |                  |                |                |               |               |       |       |  |
|  |                  |                  |                |                |               |               |       |       |  |
|  | Cerro Porteño    | Cerro Porteño    | 1              |                |               |               |       |       |  |
|  | Cerro Porteño    | Cerro Porteño    | 1              |                |               |               |       |       |  |
|  | Sportivo Luqueño | Sportivo Luqueño | 0              |                |               |               |       |       |  |
|  | Sportivo Luqueño | Sportivo Luqueño | 0              |                | Cerro Porteño | Cerro Porteño | 1 (4) |       |  |
|  |                  |                  |                |                | Cerro Porteño | Cerro Porteño | 1 (4) |       |  |
|  |                  |                  | Sol de América | Sol de América | 1 (3)         |               |       |       |  |
|  | Olimpia          | Olimpia          | Sol de América | Sol de América | 1 (3)         | 0             |       |       |  |
|  | Olimpia          | Olimpia          |                |                |               | 0             |       |       |  |
|  | Sol de América   | Sol de América   | 1              |                |               |               |       |       |  |
|  | Sol de América   | Sol de América   | 1              |                |               |               |       |       |  |
|  |                  |                  |                |                |               |               |       |       |  |

##### Semifinales
| 28 de mayo de 1997 | Cerro Porteño | 1:0 | Sportivo Luqueño |  |  |
|                    | Meza          |     |                  |  |  |

| 28 de mayo de 1997 | Olimpia | 0:1 | Sol de América |  |  |
|                    |         |     | Villalba       |  |  |

##### Final
| 1 de junio de 1997 | Cerro Porteño | 1:1 (4:3 pen.) | Sol de América |  |  |
|                    | Fernández     |                | Aceval         |  |  |

## Torneo Clausura 1997
Se disputó entre julio y diciembre de 1997. Este certamen constó de dos fases: la primera consistente en una rueda de once jornadas todos contra todos, y la segunda consistente en una fase de grupos, semifinal y final. Resultó ganador el Club Olimpia.

### Clasificación
| Pos. | Equipos          | PJ | PG | PEG | PEP | PP | GF | GC | Dif. | Pts. |
| ---- | ---------------- | -- | -- | --- | --- | -- | -- | -- | ---- | ---- |
| 1.   | Cerro Corá       | 12 | 8  | 1   | 2   | 1  | 22 | 11 | 11   | 28   |
| 2.   | Guaraní          | 12 | 6  | 1   | 4   | 1  | 22 | 16 | 6    | 24   |
| 3.   | San Lorenzo      | 12 | 5  | 2   | 1   | 4  | 13 | 10 | 3    | 20   |
| 4.   | Sportivo Luqueño | 12 | 4  | 3   | 2   | 3  | 18 | 16 | 2    | 20   |
| 5.   | Olimpia          | 12 | 4  | 4   | 0   | 4  | 18 | 16 | 2    | 20   |
| 6.   | Colegiales       | 12 | 4  | 3   | 2   | 3  | 18 | 18 | 0    | 20   |
| 7.   | Cerro Porteño    | 12 | 4  | 1   | 4   | 3  | 15 | 13 | 2    | 18   |
| 8.   | Nacional         | 12 | 4  | 1   | 2   | 5  | 14 | 23 | -9   | 16   |
| 9.   | Tembetary        | 12 | 4  | 1   | 2   | 5  | 31 | 27 | 4    | 16   |
| 10.  | Sport Colombia   | 12 | 3  | 1   | 3   | 5  | 20 | 19 | 1    | 14   |
| 11.  | Presidente Hayes | 12 | 3  | 2   | 1   | 6  | 13 | 18 | -5   | 14   |
| 12.  | Sol de América   | 12 | 3  | 1   | 1   | 7  | 11 | 15 | -4   | 12   |
| 13.  | Libertad         | 12 | 2  | 3   | 0   | 7  | 8  | 21 | -13  | 12   |

 Pos=Posición; PJ=Partidos jugados; PG=Partidos ganados; PEG=Partidos ganados en penales; PEP=Partidos perdidos en penales; PP=Partidos perdidos; GF=Goles a favor; GC=Goles en contra; Dif=Diferencia de goles; Pts=Puntos
1. 1 2  Nacional y Tembetary empataron en la octava posición al terminar la primera fase. Pese a que la diferencia de goles favorecía al segundo, aparentemente no clasificó por haberse concretado su descenso.

|  |                                                   |
|  | Clasificado a la Segunda fase del Torneo Clausura |

### Segunda fase
Los 8 equipos mejor ubicados al final de la primera fase clasificaban a la Segunda fase, que consistía en una fase de dos grupos de cuatro o liguilla, en las que se disputaron tres fechas (todos contra todos).
A excepción de dos (el séptimo y el octavo), los demás contendientes fueron beneficiados con puntos de bonificación, conforme a la posición en la que finalizaron la anterior instancia. Obtuvieron extras 3 puntos, 2.5, 2, 1.5, 1 y 0.5 el primer, segundo, tercer, cuarto, quinto y sexto, respectivamente.
Los dos mejores de cada grupo avanzaban a las semifinales que consistían en partidos de ida y vuelta. El ganador de las finales (dos partidos) fue coronado campeón del Torneo Clausura 1997.
Resultó ganador el Club Olimpia.

#### Fase de grupos

##### Grupo A
| Pos. | Equipos          | PJ | PG | PEG | PEP | PP | GF | GC | Dif. | Bon. | Pts. |
| ---- | ---------------- | -- | -- | --- | --- | -- | -- | -- | ---- | ---- | ---- |
| 1.   | Sportivo Luqueño | 3  | 3  | 0   | 0   | 0  | 9  | 3  | 6    | 1.5  | 10.5 |
| 2.   | Guaraní          | 3  | 1  | 1   | 0   | 1  | 5  | 6  | -1   | 2.5  | 7.5  |
| 3.   | Nacional         | 3  | 1  | 0   | 1   | 1  | 7  | 7  | 0    | 0    | 4    |
| 4.   | Cerro Porteño    | 3  | 0  | 0   | 0   | 3  | 6  | 11 | -5   | 0    | 0    |

|                  | Partido   |                  |
| ---------------- | --------- | ---------------- |
| Guaraní          | 1(4):1(3) | Nacional         |
| Cerro Porteño    | 1:3       | Sportivo Luqueño |
| Cerro Porteño    | 2:4       | Guaraní          |
| Sportivo Luqueño | 3:2       | Nacional         |
| Sportivo Luqueño | 3:0       | Guaraní          |
| Nacional         | 4:3       | Cerro Porteño    |

##### Grupo B
| Pos. | Equipos     | PJ | PG | PEG | PEP | PP | GF | GC | Dif. | Bon. | Pts. |
| ---- | ----------- | -- | -- | --- | --- | -- | -- | -- | ---- | ---- | ---- |
| 1.   | Olimpia     | 3  | 2  | 0   | 1   | 0  | 6  | 2  | 4    | 1    | 8    |
| 2.   | Cerro Corá  | 3  | 1  | 1   | 0   | 1  | 4  | 3  | 1    | 3    | 8    |
| 3.   | San Lorenzo | 3  | 1  | 0   | 1   | 1  | 2  | 4  | -2   | 2    | 6    |
| 4.   | Colegiales  | 3  | 0  | 1   | 0   | 2  | 1  | 4  | -3   | 0.5  | 2.5  |

1. 1 2  Olimpia y Cerro Corá empataron en la primera posición al terminar la fase de grupos, por lo que jugaron un desempate para determinar el primer puesto; el cual ganó Olimpia 2:1.

|             | Partido   |                     |
| ----------- | --------- | ------------------- |
| San Lorenzo | 1:0       | Atlético Colegiales |
| Olimpia     | 2:1       | Cerro Corá          |
| Cerro Corá  | 2:0       | Colegiales          |
| Olimpia     | 3:0       | San Lorenzo         |
| Colegiales  | 1(5):1(4) | Olimpia             |
| San Lorenzo | 1(3):1(4) | Cerro Corá          |

### Fase Final
|  | Semifinales      | Semifinales      | Semifinales |            |         | Final   | Final | Final |  |
|  |                  |                  |             |            |         |         |       |       |  |
|  |                  |                  |             |            |         |         |       |       |  |
|  | Cerro Corá       | Cerro Corá       | 2 (6)       |            |         |         |       |       |  |
|  | Cerro Corá       | Cerro Corá       | 2 (6)       |            |         |         |       |       |  |
|  | Sportivo Luqueño | Sportivo Luqueño | 2 (5)       |            |         |         |       |       |  |
|  | Sportivo Luqueño | Sportivo Luqueño | 2 (5)       |            | Olimpia | Olimpia | 3     |       |  |
|  |                  |                  |             |            | Olimpia | Olimpia | 3     |       |  |
|  |                  |                  | Cerro Corá  | Cerro Corá | 0       |         |       |       |  |
|  | Olimpia          | Olimpia          | Cerro Corá  | Cerro Corá | 0       | 4       |       |       |  |
|  | Olimpia          | Olimpia          |             |            |         | 4       |       |       |  |
|  | Guaraní          | Guaraní          | 2           |            |         |         |       |       |  |
|  | Guaraní          | Guaraní          | 2           |            |         |         |       |       |  |
|  |                  |                  |             |            |         |         |       |       |  |

#### Semifinales
| 5 de diciembre de 1997 | Olimpia | 4:2 | Guaraní |  |  |

| 5 de diciembre de 1997 | Cerro Corá | 2:2 (6:5 p.) | Sportivo Luqueño |  |  |

#### Final
| 10 de diciembre de 1997 | Olimpia                                                       | 3:0 | Cerro Corá |  |  |
|                         | Gabriel González 33' · Mauro Caballero 74' · Félix Torres 85' |     |            |  |  |

## Final absoluta
| 17 de diciembre de 1997 | Olimpia | 1:0 | Cerro Porteño | Estadio Defensores del Chaco, Asunción |                                |
| 19:10 (UTC-3)           |         |     |               | Asistencia: 27000 espectadores         | Asistencia: 27000 espectadores |

| 21 de diciembre de 1997 | Cerro Porteño | 1:1 | Olimpia | Estadio Antonio Oddone Sarubbi, Ciudad del Este |                                |
| 18:40 (UTC-3)           |               |     |         | Asistencia: 45000 espectadores                  | Asistencia: 45000 espectadores |

## Campeón
|                    |
| Olimpia 35º título |

## Clasificación para copas internacionales

### Campeonatos y subcampeonatos
- Para la Copa Libertadores 1998 clasificaron dos: el campeón absoluto (Olimpia) y el subcampeón absoluto (Cerro Porteño).

- Para la Copa Conmebol 1998 clasificó uno: el subcampeón del torneo Apertura o Clausura con mayor puntaje acumulado (Cerro Corá).

## Descenso de categoría

### Puntaje acumulado
El puntaje acumulado de un equipo es la suma del obtenido en la primera fase de los torneos Apertura y Clausura de 1997. Éste determinó, al final de la primera fase del torneo Clausura de 1997, el descenso a la Segunda División de los equipos que acabaron en los dos últimos lugares de la tabla.
| Pos. | Equipos          | PJ | PG | PEG | PEP | PP | GF | GC | Dif. | Pts. |
| ---- | ---------------- | -- | -- | --- | --- | -- | -- | -- | ---- | ---- |
| 1.   | Olimpia          | 24 | 11 | 8   | 0   | 5  | 40 | 23 | 17   | 49   |
| 2.   | Guaraní          | 24 | 11 | 2   | 6   | 5  | 40 | 31 | 9    | 43   |
| 3.   | Cerro Porteño    | 24 | 11 | 2   | 4   | 7  | 38 | 28 | 10   | 41   |
| 4.   | Cerro Corá       | 24 | 10 | 3   | 3   | 8  | 37 | 35 | 2    | 39   |
| 5.   | San Lorenzo      | 24 | 10 | 3   | 3   | 8  | 28 | 27 | 1    | 39   |
| 6.   | Sportivo Luqueño | 24 | 9  | 3   | 3   | 9  | 33 | 38 | -5   | 36   |
| 7.   | Colegiales       | 24 | 7  | 5   | 2   | 10 | 27 | 33 | -6   | 33   |
| 8.   | Libertad         | 24 | 7  | 3   | 5   | 9  | 25 | 34 | -9   | 32   |
| 9.   | Nacional         | 24 | 7  | 3   | 5   | 9  | 30 | 44 | -14  | 32   |
| 10.  | Presidente Hayes | 24 | 7  | 5   | 1   | 11 | 26 | 35 | -9   | 32   |
| 11.  | Sol de América   | 24 | 9  | 1   | 3   | 11 | 22 | 23 | -1   | 32   |
| 12.  | Tembetary        | 24 | 8  | 2   | 3   | 11 | 45 | 43 | 2    | 31   |
| 13.  | Sport Colombia   | 24 | 5  | 4   | 6   | 9  | 37 | 34 | 3    | 29   |

 Pos=Posición; PJ=Partidos jugados; PG=Partidos ganados; PEG=Partidos ganados en penales; PEP=Partidos perdidos en penales; PP=Partidos perdidos; GF=Goles a favor; GC=Goles en contra; Dif=Diferencia de goles; Pts=Puntos
|  |                                            |
|  | Descendido a Segunda División de Paraguay. |